# Ridgely (Maryland)
Ridgely és una població dels Estats Units a l'estat de Maryland. Segons el cens del 2000 tenia 1.352 habitants.

## Demografia
Segons el cens del 2000, Ridgely tenia 1.352 habitants, 513 habitatges, i 349 famílies. La densitat de població era de 487,9 habitants per km².
Dels 513 habitatges en un 39,6% hi vivien nens de menys de 18 anys, en un 49,5% hi vivien parelles casades, en un 15% dones solteres, i en un 31,8% no eren unitats familiars. En el 26,9% dels habitatges hi vivien persones soles el 10,7% de les quals corresponia a persones de 65 anys o més que vivien soles. El nombre mitjà de persones vivint en cada habitatge era de 2,63 i el nombre mitjà de persones que vivien en cada família era de 3,21.
Per edats la població es repartia de la següent manera: un 30,4% tenia menys de 18 anys, un 8,1% entre 18 i 24, un 31,1% entre 25 i 44, un 19,6% de 45 a 60 i un 10,8% 65 anys o més.
L'edat mediana era de 33 anys. Per cada 100 dones de 18 o més anys hi havia 87,1 homes.
La renda mediana per habitatge era de 35.750 $ i la renda mediana per família de 38.929 $. Els homes tenien una renda mediana de 27.356 $ mentre que les dones 19.844 $. La renda per capita de la població era de 15.581 $. Entorn del 7,8% de les famílies i l'11,3% de la població estaven per davall del llindar de pobresa.

## Poblacions més properes
El següent diagrama mostra les poblacions més properes.